# Tsilaisit
Das Mineral Tsilaisit ist ein sehr seltenes Ringsilikat aus der Turmalingruppe mit der idealisierten chemischen Zusammensetzung NaMn2+3Al6(Si6O18)(BO3)3(OH)3OH.
Anhand äußerer Kennzeichen ist Tsilaisit nicht von anderen, ähnlich gefärbten Turmalinen wie Elbait, Fluor-Elbait, Fluor-Tsilaisit und Princivalleit zu unterscheiden. Sie kristallisieren mit trigonaler Symmetrie und bilden grünlich gelbe, oft prismatische Kristalle von einigen Millimetern Größe. Im Dünnschliff zeigen sie einen schwachen Pleochroismus von blass grünlich gelb nach fast farblos. Wie alle Minerale der Turmalingruppe sind sie pyroelektrisch und piezoelektrisch.
Tsilaisit ist bislang nur an seiner Typlokalität, einem aplitischen Gang des Pegmatits vom Grotta d'Oggi bei San Piero in Campo auf der Insel Elba, Italien, und 4 weiteren Fundorten zweifelsfrei nachgewiesen worden, wo er sich in der Spätphase der Kristallisation granitischer Pegmatite bildete.

## Etymologie und Geschichte
Bereits 1798 konnte Wondraschek rund 3 Gew-% Braunstein (MnO) in einem rötlichen Turmalin aus Mähren nachweisen. In Pegmatiten auf Madagaskar beschrieben Louis Duparc, Max Wunder und René Sabot 1910 gelbe Turmaline mit rund 5 Gew-% MnO. Den Namen Tsilaisit für das Mangan-Äquivalent von Schörl prägte Wilhelm Kunitz bereits im Jahr 1930. Er wählte den Namen in Anlehnung an den Fundort eines von Duprac beschriebenen, manganreichen Rubellits, der Lagerstätte Tsilaisina südlich von Betafo im zentralen Hochland von Madagaskar.
Eine erste Synthese von Mangan-Turmalin publizierte Takeshi Tomisaka von der Universität Yamaguchi in Yamaguchi, Japan im Jahr 1968. Die Kristalle waren aber für eine genaue Charakterisierung zu klein.
Zu Beginn der 1980er Jahre begann im Distrikt Lundazi in der Ostprovinz von Sambia der Abbau von gelben, manganreichen Elbaiten für den Edelsteinhandel. Die Canary Mining Area südwestlich von Lundazi ist der weltweit größte Produzent von kanariengelben Elbaiten in Edelsteinqualität. Wegen ihrer hohen Mangangehalte weckten diese Elbaite großes wissenschaftliches Interesse. Die Arbeitsgruppe um K. Schmetzer beschrieb sie 1984 unter dem Namen Tsisailit und George R. Rossman und Stephanie M. Mattson machten 1986 Mn2+-Ti4+-Wechselwirkungen als Ursache der gelben Farbe der sambischen Turmaline aus. Im gleichen Jahr publizierten James E. Shigley und Mitarbeiter ihre Untersuchung des mit 1,22 apfu Mn2+ damals manganreichsten Turmalins und widersprachen dennoch einer Zuweisung des Namens Tsisailit. Die 1999 publizierte Version der heutigen Klassifikation der Turmaline von Frank C. Hawthorne und Darrell J. Henry führt analog zu den Endgliedern der Eisenturmaline 4 hypothetische Endgliedzusammensetzungen für Manganturmaline auf:
- Mn-Dravit (Tsilaisit): NaMn3Al6Si6O18(BO3)3(OH)3(OH)
- Oxi-Mn-Dravit: NaMn2AlAl6Si6O18(BO3)3(OH)3O
- Mn-Foitit: ◻Mn2AlAl6Si6O18(BO3)3(OH)3(OH)
- Oxi-Mn-Foitit: ◻MnAl2Al6Si6O18(BO3)3(OH)3O

Der Name Tsisailit wurde schließlich im Jahr 2006 von der CNMMN der International Mineralogical Association (IMA) offiziell von der Liste der anerkannten Mineralnamen gestrichen.
Eine Übersicht über manganreiche Turmaline geben William B. Simmons und Mitarbeiter 2011. Sie dokumentieren MnO-Gehalte zwischen 3,2 und 8,90 Gew-% (0,44–1,25 apfu), wobei die größten Mangangehalte in Turmalinen aus Madagaskar und von der Insel Elba (Grotta dʼOggi, San Piero in Campo) gefunden wurden.
Den Mn-Dravit fanden Ferdinando Bosi und Mitarbeiter 2012 in den aplitischen Gängen des Pegmantits vom Grotta dʼOggi. Er wurde unter dem alten Namen Tsilaisit von der IMA als neues Mineral anerkannt. Das Fluor-Äquivalent von Tsilaisit, Fluor-Tsilaisit entdeckten sie drei Jahre darauf am gleichen Fundort.
Oxy-Mangan-Dravit wurde im Jahr 2020 in Curiglia con Monteviasco in der Lombardei gefunden und mit dem Namen Princivalleit als neues Mineral beschrieben.
Den Mn-Foitit entdeckte die Arbeitsgruppe um Ferdinando Bosi im Jahr 2021 im Rosina Pegmatit, ebenfalls bei San Piero in Campo auf Elba. Er wurde mit dem Namen Celleriit als neues Mineral anerkannt.

## Klassifikation
In der strukturellen Klassifikation der IMA gehört Tsilaisit zusammen mit Dravit, Fluor-Dravit, Schörl, Fluor-Schörl, Fluor-Tsilaisit, Chrom-Dravit und Vanadium-Dravit zur Alkali-Untergruppe 1 der Alkaligruppe-Gruppe in der Turmalinobergruppe.
Da Tsilaisit erst 2011 als eigenständiges Mineral anerkannt wurde, ist er in der seit 1977 veralteten 8. Auflage der Mineralsystematik nach Strunz noch nicht verzeichnet. Einzig im Lapis-Mineralienverzeichnis nach Stefan Weiß, das sich aus Rücksicht auf private Sammler und institutionelle Sammlungen noch an dieser alten Form der Systematik von Karl Hugo Strunz orientiert, erhielt das Mineral die System- und Mineral-Nr. VIII/E.19-12. In der „Lapis-Systematik“ entspricht dies der Klasse der „Silikate und Germanate“ und dort der Abteilung „Ringsilikate“, wo Tsilaisit zusammen mit Adachiit, Bosiit, Chromdravit (heute Chrom-Dravit), Chromo-Aluminopovondrait (heute Chromo-Alumino-Povondrait), Darrellhenryit, Dravit, Elbait, Feruvit, Fluor-Buergerit, Fluor-Dravit, Fluor-Elbait, Fluor-Liddicoatit, Fluor-Schörl, Fluor-Tsilaisit, Fluor-Uvit, Foitit, Lucchesiit, Luinait-(OH) (heute diskreditiert), Magnesiofoitit, Maruyamait, Oxy-Chromdravit (heute Oxy-Chrom-Dravit), Oxy-Dravit, Oxy-Foitit,  Oxy-Schörl, Oxy-Vanadiumdravit (heute Oxy-Vanadium-Dravit), Rossmanit, Schörl, Olenit, Povondrait, Uvit, Vanadio-Oxy-Chromdravit (heute Vanadio-Oxy-Chrom-Dravit) und Vanadio-Oxy-Dravit die „Turmalin-Gruppe“ bildet (Stand 2018).
Auch die von der International Mineralogical Association (IMA) bis 2009 aktualisierte 9. Auflage der Strunz’schen Mineralsystematik kennt den Tsilaisit nicht. Er wäre hier entsprechend seiner Zusammensetzung in der Unterabteilung „[Si6O18]12−-Sechser-Einfachringe mit inselartigen, komplexen Anionen“ zu finden, wo es zusammen mit Chrom-Dravit, Dravit, Elbait, Feruvit, Fluor-Buergerit, Liddicoatit (heute Fluor-Liddicoatit), Magnesio-Foitit, Olenit, Povondrait, Rossmanit, Schörl, Uvit und Vanadium-Dravit die „Turmalingruppe“ mit der System-Nr. 9.CK.05 bilden würde.
Die vorwiegend im englischen Sprachraum gebräuchliche Systematik der Minerale nach Dana würde den Tsilaisit in die Klasse der „Silikate und Germanate“ und dort in die Abteilung der „Ringsilikate: Sechserringe“ einordnen. Hier wäre er zusammen mit Dravit, Schörl, Fluor-Schörl, Chrom-Dravit und Vanadium-Dravit in der „Schörl-Untergruppe“ mit der System-Nr. 61.03e.01 innerhalb der Unterabteilung „Ringsilikate: Sechserringe mit Boratgruppen (Alkali-Turmalin-Untergruppe)“ zu finden.

## Chemismus
Tsilaisit ist das Mangan-Analog von Dravit und Schörl bzw. das OH-Analog von Fluor-Tsilaisit und hat die idealisierte Zusammensetzung [X]Na[Y]Mn2+3[Z]Al6([T]Si6O18)(BO3)3[V](OH)3[W](OH), wobei [X], [Y], [Z], [T], [V] und [W] die Positionen in der Turmalinstruktur sind. Für den Tsilaisit aus der Typlokalität wurde folgende Strukturformel ermittelt:
- [X](Na0,67◻0,30Ca0,02K0,01) [Y](Mn2+1,34Li0,54Al1,14Ti4+0,04) [Z]Al6 [T](Si5,94Al0,06)B2,91O27[V](OH)3 [W][(OH)0,39F0,41O0,20]

Dieser natürliche Tsilaisit ist ein komplexer Mischkristall an der Grenze von Tsilaisit und Fluor-Tsilaisit, dessen Zusammensetzung mit den Endgliedern Tsilaisit (39 %), einem hypothetischen Fluor-Rossmanit (30 %), Darrellhenryit (20 %) und Fluor-Tsilaisit (8 %) beschrieben werden kann. Ebenso gut könnte man diesen Turmalin auch als Fluor-Tsilaisit (41 %) betrachten mit 30 % Rossmanit und 20 % Darrellhenryit. Die Fluor- und (OH)-Gehalte der W-Position sind im Rahmen der Messgenauigkeit identisch. Die Entscheidung für das OH-Mn-Endglied fiel aufgrund der beobachteten Trends in der Variation der Zusammensetzungen verschiedener Manganturmaline. Hier zeigt sich, dass die Fluorgehalte mit zunehmenden Mangangehalten abnehmen. Folgende Austauschreaktionen wurden beobachtet:
- [Y]Mn2+ + [W](OH)− = [Y]Al3+ + [W]O2− (Princivalleit)
- [X]Mn+ + [Y]Mn2+ = [X]◻ + [Y]Al3+ (Celleriit)
- 2[Y]Mn2+ + [W](OH)− = [Y](Al3+Li+) + [W]F− (Fluor-Elbait)
- 2[Y]Mn2+ = [Y](Al3+Li+) (Elbait)

## Kristallstruktur
Tsilaisit kristallisiert mit trigonaler Symmetrie in der Raumgruppe R3m (Raumgruppen-Nr. 160) mit 3 Formeleinheiten pro Elementarzelle. Die Gitterparameter des natürlichen Mischkristalls aus der Typlokalität sind: a = 15,9461(5) Å, c = 7,1380(3) Å.
Die Kristallstruktur ist die von Turmalin. Natrium (Na+) besetzt die von 9 bis 10 Sauerstoffen umgebene X-Position, die oktaedrisch koordinierte [Y]-Position ist mit Mangan (Mn2+) besetzt und die kleinere, ebenfalls oktaedrisch koordinierte [Z]-Position enthält Aluminium (Al3+). Silizium (Si4+) besetzt die tetraedrisch koordinierte [T]-Position und die [W]-Anionenposition ist mit einem Hydroxidion (OH−) besetzt.

## Bildung und Fundorte
Gelbe, manganreiche Turmaline kristallisieren nur unter bestimmten Bedingungen und sind daher recht selten. Sehr Bor-reiche, granitische Restschmelzen müssen zunächst durch Abscheidung eisenreicher Minerale, vor allem Schörl, an Eisen verarmen. Ist dann noch ausreichend Bor vorhanden, können in der Spätphase der Kristallisation manganreiche, eisenarme Turmaline gebildet werden.
In der Typlokalität, dem Pegmatit vom Grotta d'Oggi bei San Piero in Campo auf der Insel Elba, Italien findet sich Tsilaisit in einem aplitischen Gang des LCT-Pegmatites (mit Lithium, Cäsium und Tantal angereichert). Er tritt hier zusammen mit Quarz, Plagioklas, Kalifeldspat sowie Elbait-, Fluor-Elbait-, Schörl- und Fluor-Tsilaisit-reichen Turmalinen auf.

## Verwendung
Tsisailit-reiche, gelbe Turmaline sind sehr selten und bei entsprechender Größe und Reinheit begehrte Schmucksteine. Die meisten Tsisailite sind blass gelbgrün oder braun-orange gefärbt. Die besonders nachgefragte, kanariengelbe Farbe wird meist durch Erhitzen der Mangan-Turmaline auf rund 500 °C erzeugt.